# پائولا مائیولینی
پائولا مائیولینی (ایتالیایی: Paola Maiolini؛ زادهٔ ۷ آوریل ۱۹۵۳) بازیگر اهل ایتالیا است. او برادرزاده بازیگر آلبا مائیولینی است.
از فیلم‌هایی که وی در آن‌ها نقش داشته است، می‌توان به هفت بی‌غیرت ارجمند، نگاره‌هایی در یک صومعه، دختردایی‌های من، امانوئل – خشونت علیه زنان چرا؟، هم‌کلاسی، به‌خاطر عشق پوپیا و سالن کیتی اشاره نمود.